# 기린도
기린도(麒麟島)는 황해도 남단에 있는 섬으로, 면적은 7.1km2이다. 

## 상세
본래 행정구역상 황해도 옹진군 룡천면(龍泉面) 기린도에 속하였다. 북위 38도선 이남에 있어 대한민국이 지배하였다. 한국 전쟁으로 철수하였다가 다시 대한민국 해병대가 점령하였다. 그러나 1953년 정전협정에 따라 철수하여 조선민주주의인민공화국에게 할양하였다. 현재는 황해남도 옹진군 (황해남도)에 속해 있다. 130mm 해안포가 동굴 진지에 설치되어 있다.